# Мајкл Мишел
Мајкл Мишел Вилијемс (енгл. Michael Michele Williams; рођена 30. августа 1966. у Евансвилу, Индијана) је америчка филмска и телевизијска глумица. Старија је од две ћерке. Њен отац, Џери, који је белац, је предузетник, док је њена мајка, Тереза, која је црна, корпорацијски менаџер. У средњој школи, Мајкл је играла одбојку и кошарку и бавила се трчањем.
Појављивала се у музичким спотовима, од којих су неки од R&B певача Фредија Џексона. 
Позната је по својој улози докторке Клео Финч у телевизијској серији Ургентни центар, као и детектива Рене Шепард у последњој сезони серије Одељење за убиства. Такође је играла главну улогу и телевизијској серији кратког века Kevin Hill, као и споредну улогу у серији New York Undercover. Мишел је играла улогу Веронике Порше Али у филму Али из 2001. године. Појавила се и у епизоди серије Ред и закон: одељење за жртве, која је приказана почетком 2007. године. Појавила се и у две епизоде четврте сезоне серије Доктор Хаус, као докторка која је раније радила за Цију.
21. децембра 2004. године родила је сина Џ. Брандона.

## Филмографија
| Улоге  |                                |                                |       |          |
| Година | Српски назив                   | Изворни назив                  | Улога | Напомена |
| 2003.  | Како изгубити дечка за 10 дана | How to Lose a Guy in 10 Days   |       |          |
| 2002.  | Тамно плава                    | Dark Blue                      |       |          |
| 2001.  | Али                            | Ali                            |       |          |
| 1998.  | Замена 2: Школа није у моди    | The Substitute 2: School's Out |       |          |
| 1997.  |                                | The Sixth Man                  |       |          |
| 1997.  |                                | New York Undercover            |       |          |
| 1992.  |                                | Dangerous Curves               |       |          |
| 1991.  | Њу Џек Сити                    | New Jack City                  |       |          |